# Leiocassis poecilopterus
Leiocassis poecilopterus is een straalvinnige vissensoort uit de familie van de stekelmeervallen (Bagridae). De wetenschappelijke naam van de soort is voor het eerst geldig gepubliceerd in 1840 door Achille Valenciennes.

## Kenmerken
Deze vis heeft een bruinblauwe kleur met onregelmatige gele vlekken.